# 에르칸 칸

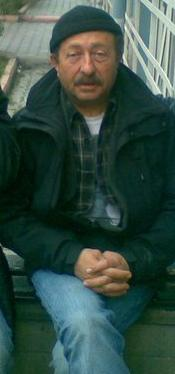

에르칸 칸(Erkan Can, 1958년 11월 1일 ~ )은 튀르키예의 배우이다.
부르사에서 태어났다.

## 영화
- 타트 소즈누 (2015년)
- 뮤트 (2013년)
- Kara Kopekler Havlarken (2009년)
- 데스티니 (2006년)
- 타크바 (2006년)
- 토스 업 (2004년)
- 오프사이드 반칙 (2000년)
- 온 보드 (1999년)